# بافل إرمولينسكيج
بافل إرمولينسكيج (بالآيسلندية: Pavel Ermolinskij)‏ مواليد 25 يناير 1987 في كييف، هو لاعب كرة سلة أيسلندي. بدأ مسيرته الاحترافية في سنة 2001. يلعب مع ناتدبيرنوفيلاغ ريكيافيكور في الدوري الأيسلندي لكرة السلة كلاعب هجوم خلفي. يحمل الرقم 9. يبلغ طوله 6 قدم 8 بوصة (2.0 م).

## المسيرة الاحترافية
لعب مع بالونكيستو مالقا في الدوري الإسباني في موسم 2004–2005، ثم لعب مع نادي ولبة لكرة السلة في موسم 2007–2008، ثم لعب مع نادي دي لا بالما لكرة السلة في موسم 2008–2009، ثم لعب مع سندسفال دراغونز في موسم 2011–2012.

## روابط خارجية
- بافل إرمولينسكيج على موقع الاتحاد الدولي لكرة السلة (الإنجليزية)
- بافل إرمولينسكيج على موقع الدوري الإسباني لكرة السلة (الإسبانية)
- بافل إرمولينسكيج على موقع كرة السلة الأوروبية.كوم (الإنجليزية)
- بافل إرمولينسكيج على موقع ريلجم (الإنجليزية)
- بافل إرمولينسكيج على موقع بروبوليرز (الإنجليزية)
- بافل إرمولينسكيج على موقع سبورتس رفرنس (الإنجليزية)